# Juvanum
Juvanum est le nom d'une cité romaine, située dans les Abruzzes en province de Chieti, sur le territoire de la commune de Montenerodomo.